# Gajówka (województwo podlaskie)
Gajówka – osada leśna w Polsce położona w województwie podlaskim, w powiecie siemiatyckim, w gminie Nurzec-Stacja.
W latach 1975–1998 miejscowość administracyjnie należała do województwa białostockiego.